# Tipula misakana
Tipula misakana är en tvåvingeart som beskrevs av Alexander 1953. Tipula misakana ingår i släktet Tipula och familjen storharkrankar. Inga underarter finns listade i Catalogue of Life.